# Thành Long, Hàm Yên
Thành Long là một xã thuộc huyện Hàm Yên, tỉnh Tuyên Quang, Việt Nam.
Xã có diện tích 52,99 km², dân số năm 1999 là 5325 người, mật độ dân số đạt 100 người/km².